# Opel Agila
L'Opel Agila è un'automobile di fascia bassa prodotta in due serie dal 2000 al 2014 dalla casa automobilistica tedesca Opel.

## Genesi ed evoluzione

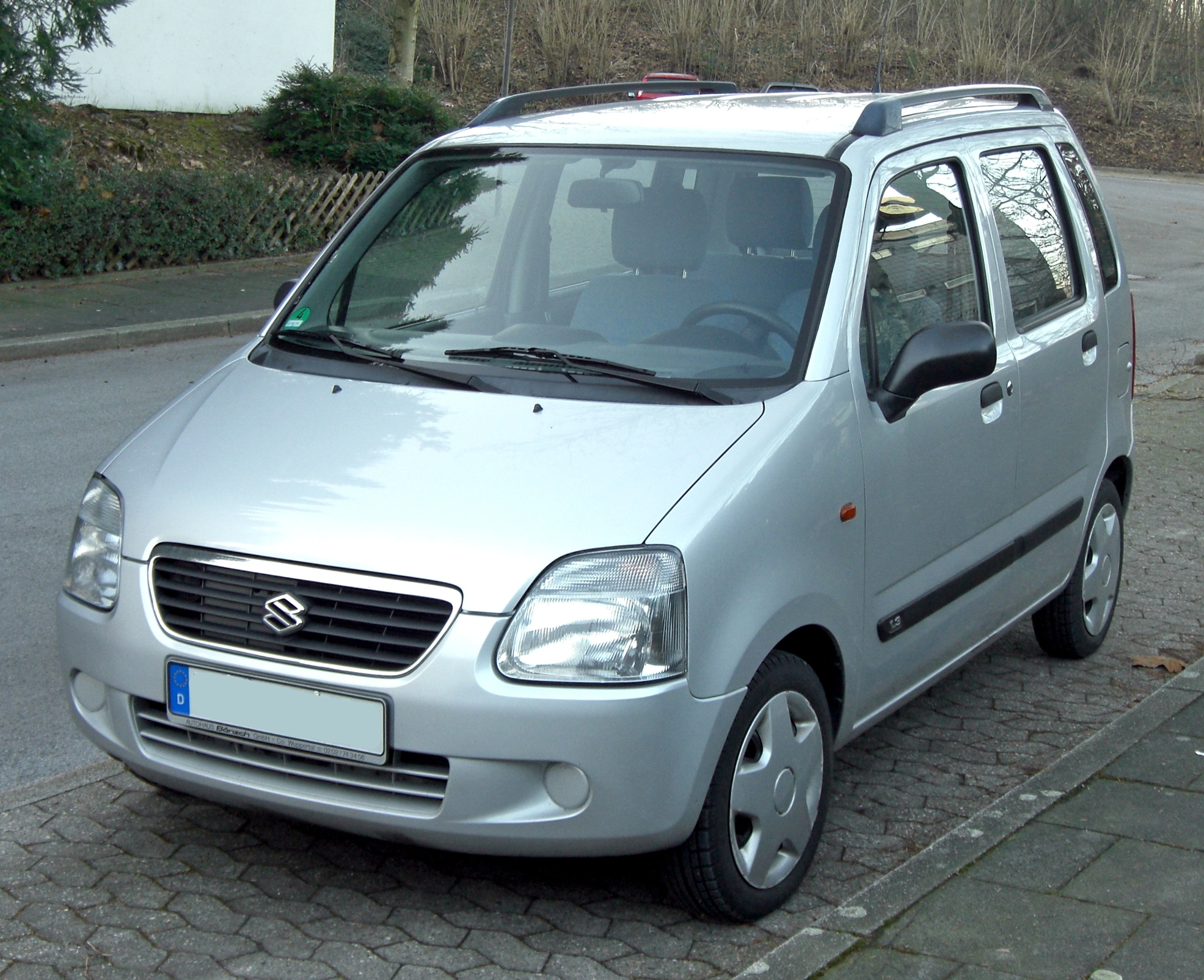
Una Suzuki Wagon R+, "cugina" della prima serie dell'Opel Agila

Quando alla fine degli anni novanta si stava già lavorando alla terza serie dell'Opel Corsa e la si voleva rendere più grande e abitabile, ci si rese conto che la vettura si stava decisamente staccando dal segmento delle vetture di fascia puramente bassa, e che si stava creando un vuoto alla base della gamma Opel che altre Case avevano già provveduto a riempire per tempo. Perciò, quando si pensò di riempire questo vuoto con una vettura che stesse sotto la Corsa stessa, ci si rese conto che in realtà tale vettura esisteva già, ma non era marchiata Opel, bensì Suzuki: la Casa giapponese, infatti, da tempo gravitava già nell'orbita della General Motors di cui la Opel a sua volta faceva parte per intero. La vettura giapponese che ispirò i vertici Opel fu la Suzuki Wagon R+, una vetturetta dalla particolare carrozzeria di tipo mini-MPV, che aveva come carta vincente quella di vantare uno spazio interno praticamente senza concorrenti (se si escludevano altre vetture orientali come la Hyundai Atos).
Si decise quindi che la nuova piccola Opel avrebbe utilizzato la scocca della piccola Suzuki e, per contenere ulteriormente i costi, si scelse di far costruire la vettura, insieme alla "cugina" giapponese, negli stabilimenti Opel di Gliwice, in Polonia.

## Agila A (2000-2007)
La nuova vettura è stata lanciata a metà del 2000 con il nome di Agila e fin dal suo debutto stupì i potenziali clienti per le sue notevoli doti di abitabilità in rapporto a un corpo vettura assai compatto (poco più di 3.5 m di lunghezza). Queste caratteristiche, unite alle sue doti di economia di esercizio e al prezzo concorrenziale sancirono il successo dell'Agila, ai danni dell'altrettanto dotata Suzuki Wagon R+, che ha avuto il solo torto di portare un marchio tradizionalmente meno considerato dal pubblico europeo.
Al contrario di molte altre city car (come la Ford Ka, la Volkswagen Lupo, la Fiat Seicento o la Renault Twingo) che sono generalmente a 3 porte, l'Agila ne ha 5, esattamente come la sua "sorella" giapponese. Ciò costituì un fattore determinante dal punto di vista della praticità e fu un altro dei motivi del successo dell'Agila, che tra l'altro è stata commercializzata in Regno Unito con il marchio Vauxhall, come da tradizione.
Le principali concorrenti dell'Agila erano inizialmente orientali e annoveravano la stessa Wagon R+, assieme alla Hyundai Atos e alla Honda Jazz: in seguito sarebbero arrivate la nostrana Fiat Panda del 2003, la francese Peugeot 1007 e un'altra orientale, la sudcoreana Kia Picanto.
L'Agila è stata proposta inizialmente con due motori General Motors Family 0 di prima generazione da 1 litro (3 cilindri e 12 valvole) o 1.2 litri (4 cilindri e 16 valvole) entrambi a benzina, e così la gamma rimase pressoché immutata fino al 2003, salvo l'introduzione di alcuni allestimenti e l'uscita di produzione di altri. L'Agila, come la maggior parte delle auto di pari categoria, è a trazione anteriore ed è equipaggiata da un cambio manuale a 5 rapporti. La frizione è di tipo monodisco a secco e l'impianto frenante è costituito da freni anteriori a disco (autoventilanti) e posteriori a tamburo.
Il serbatoio può contenere 42 litri (modello a benzina) o 38 (diesel), la capacità del bagagliaio può arrivare a 1250 litri con i sedili posteriori reclinati.
Alla fine del 2003 l'Agila è stata sottoposta a un lieve restyling, e per l'occasione la gamma fu allargata introducendo una versione diesel, costituita da un CDTI da 1.3 litri di origine Fiat, che sviluppava una potenza massima di 70 cv. Inoltre, le motorizzazioni a benzina da 1 litro e 1.2 litri vennero aggiornate alla seconda generazione che prevedeva il collettore di aspirazione a geometria variabile, e passarono rispettivamente da 973 a 998 cm³ e da 1199 a 1229 cm³.
La prima serie dell'Agila viene tolta di produzione nella primavera del 2008, per essere sostituita dalla seconda serie, denominata Agila B.

### Motorizzazioni
Di seguito viene mostrata una tabella relativa alle tre versioni previste per l'Agila:
| Modello          | Anni di produzione | Cilindrata cm³ | Potenza kW (CV)/rpm | Coppia massima Nm/rpm | Accelerazione 0–100 km/h (secondi) | Velocità max (km/h) |
| 1.0 12V          | 2000-03            | 973            | 43 (58)/5600        | 84/3800               | 18"                                | 142                 |
| 1.0 12V (MY '04) | 2003-08            | 998            | 44 (60)/5600        | 87/3800               | 17"7                               | 145                 |
| 1.2 16V          | 2000-03            | 1199           | 55 (75)/5600        | 110/4000              | 13"5                               | 155                 |
| 1.2 16V MY '04   | 2003-08            | 1229           | 58 (80)/5600        | 110/4000              | 13"2                               | 161                 |
| 1.3 CDTI         | 2003-07            | 1248           | 51 (69)/4000        | 170/1750              | 15"                                | 153                 |

## Agila B (2008-2015)
Già quasi un anno prima dell'uscita di produzione dell'Agila A la Casa di Rüsselsheim ha comunicato l'arrivo della seconda serie prevista per la primavera dell'anno successivo.

Come nel caso dell'Agila A, anche l'Agila B ha una sua stretta parente giapponese: sullo stesso pianale è stata realizzata infatti anche la Suzuki Splash, erede della Wagon R+, che lascia così il listino dopo 15 anni di produzione in più serie.

La nuova Agila è molto diversa dalla precedente: è infatti più lunga di 20 cm e più larga di 6, ma nel contempo è anche più bassa di ben 11 cm. Ciò è volto a dare un look più aggressivo alla piccola Opel, che sfoggia linee meno tese e più dinamiche. Anche il frontale e la coda sono stati completamente rinnovati. Anteriormente i nuovi fari sono molto più grintosi, mentre in coda si hanno nuovi fari a sviluppo verticale posti sui montanti del lunotto.
Sia la nuova Agila che la Splash sono costruite negli stabilimenti ungheresi di Esztergom.
Le motorizzazioni previste inizialmente per l'Agila B sono di cilindrate analoghe a quelle del modello precedente, ma in realtà i benzina sono due nuove unità progettate e realizzate in collaborazione con la Suzuki. In particolare, la versione benzina da 1 litro passa da 60 a 65 CV, la 1.2 sale da 80 a 86, mentre la versione 1.3 CDTI passa da 70 a 75 CV. Anche le rispettive velocità massime salgono e passano rispettivamente a 160, 174 e 165 km/h.

La dotazione di sicurezza della nuova Agila è assai completa, e comprende ABS con EBD, ESP-Plus, controllo di trazione, doppio airbag frontale, airbag laterali, cinture di sicurezza con attacchi Isofix e dispositivo PRS per lo sganciamento della pedaliera in caso di urto frontale.
È disponibile in due allestimenti: quello base e il più accessoriato Enjoy che aggiunge clima manuale, radio lettore CD MP3 con 4 casse e comandi al volante, vetri anteriori elettrici, retrovisori elettrici riscaldabili con calotte in tinta con la carrozzeria, fendinebbia, computer di bordo, contagiri, chiusura centralizzata con telecomando e maniglie portiere esterne in tinta con la carrozzeria.
A partire da gennaio 2011, la compatta tedesca riceve alcuni piccoli aggiornamenti, tutti a livello meccanico: i motori diventano Euro5, la versione diesel esce dal listino e il 1.2 benzina guadagna 8cv, passando da 86cv a 94cv. La velocità massima rimane immutata (175 km/h) mentre l'accelerazione 0–100 km/h arriva a 12.0"  contro i 12.3" del precedente motore. Entra a listino anche il sistema start e stop ma solo come optional a richiesta, e inizialmente solo in abbinamento al motore da 1.2 litri. Alla fine dello stesso anno, tale dispositivo verrà esteso anche alle versioni con motore da 996 cm³.
Dal settembre 2012, gli allestimenti cambiano nome: quello base viene chiamato Ecotec mentre quello più accessoriato Enjoy diventa Elective.
La produzione della seconda generazione dell'Agila cessa nel novembre del 2014, ma la vettura resterà in listino fino alla tarda primavera del 2015 per smaltire le scorte giacenti: al suo posto, la Casa di Rüsselsheim introdurrà, nell'estate dello stesso anno, la Opel Karl.

### Motorizzazioni
Ecco le motorizzazioni con cui la Agila B viene offerta in Italia:
| Modello            | Allestimento      | Anni di produzione | Cilindrata cm³ | Potenza CV/rpm | Coppia massima Nm/rpm | Velocità max km/h | Accelerazione 0–100 km/h (secondi) |
| Versioni a benzina |                   |                    |                |                |                       |                   |                                    |
| 1.0 12V            | Ecotec e Elective | 2008-10            | 996            | 65/6000        | 90/4800               | 160               | 14"7                               |
| 1.0 12V            | Ecotec e Elective | 2010-14            | 996            | 68/6000        | 90/4800               | 160               | 14"7                               |
| 1.2 16V            | Enjoy             | 2008-10            | 1242           | 86/5500        | 114/4400              | 175               | 12"3                               |
| 1.2 16V            | Elective          | 2010-14            | 1242           | 94/6000        | 118/4800              | 175               | 12"0                               |
| Versioni a gasolio |                   |                    |                |                |                       |                   |                                    |
| 1.3 CDTI           | Enjoy             | 2008-2010          | 1248           | 75/4000        | 190/1750              | 165               | 13"9                               |